# أيام النوافذ الزرقاء
أيام النوافذ الزرقاء رواية من تأليف الكاتب الروائي المصري عادل عصمت، صدرت في طبعتها الأولى عام 2009 عن دار شرقيات للنشر والتوزيع، وحصلت على جائزة الدولة التشجيعية في الرواية عام 2011. تدور الرواية حول عائلة تنتمي إلى الطبقة الوسطى، وتعيش في دلتا مصر بمدينة طنطا أثناء فترة التحولات التي سبقت نكسة 1967، ونهاية الحقبة الناصرية، حين كانت حرب الاستنزاف في أوجها والغارات تتوالى على البلاد لتضرب مصانع أبو زعبل ومدارس الأطفال.

## الجوائز
- جائزة الدولة التشجيعية في الرواية 2011.